# أنغويلارا سابازيا
أنغويلارا سابازيا هي بلدة تقع في العاصمة روما في إيطاليا .

## السكان
في سنة 1871 بلغ عدد السكان 1٬034 نسمة، وتطور العدد ليصل في سنة 2011 لـ 18٬575 نسمة.
يظهر هذا المخطط البياني تطور النمو السكاني لـ أنغويلارا سابازيا

## توأمة
لأنغويلارا سابازيا اتفاقيات توأمة مع:
- بلانكا